# Răzvan Trif
Răzvan Alin Trif (sinh ngày 9 tháng 10 năm 1997) là một cầu thủ bóng đá người România thi đấu cho Luceafărul Oradea ở vị trí tiền vệ.